# گمینا بیسکوپیتسه
گمینا بیسکوپیتسه (به لهستانی:  Gmina Biskupice) یک گمینا در لهستان است که در شهرستان ویلیچکا واقع شده‌است. گمینا بیسکوپیتسه ۴۱٫۰ کیلومتر مربع مساحت و ۸٬۶۷۲ نفر جمعیت دارد.